# Masovna grobnica jama Golubnjača u Lici
Masovna grobnica jama Golubnjača, masovna grobnica iz vremena velikosrpske pobune i agresije na Hrvatsku. Od većine se masovnih grobnica razlikuje po načinu smaknuća. Pronađene su smrskane kosti civila, uglavnom staraca, koji su ubijani i bacani u ovaj veliki ponor.
Iz jame su tijekom 2004. godine ekshumirani posmrtni ostatci 12 osoba, a do postavljanja spomen-obilježja 10. rujna 2007. godine identificirano je 11 osoba, među kojima 6 hrvatskih branitelja i 5 civila s područja Ličkog Osika, Široke Kule i Ostrovice. 
Ostaci žrtava pokolja u Širokoj Kuli pronađeni su u okolnim jamama, ponajviše u Golubnjači I i II. 10. rujna 2007., je u mjestu Ljubovu, koje se nalazi u širokokulskoj župi, podignuto spomen obilježje u sjećanje na žrtve iz masovne grobnice u jami Golubnjači.
10. rujna 2007. godine potpredsjednica Vlade i ministrica obitelji, branitelja i međugeneracijske solidarnosti Jadranka Kosor otkrila je kod Golubnjače spomen-obilježje mjesta masovne grobnice podignuto u sjećanje na 12 ekshumiranih žrtava iz Domovinskog rata. Otkrila ga je zajedno s Ivanom Vojvodićem, unukom dvaju žrtava ekshumiranih iz jame Golubnjača. Svečano otkriveno spomen-obilježje mjesta masovne grobnice je 51. po redu, a njime je obilježeno 91. mjesto masovne grobnice. Do tog trenutka u Hrvatskoj su pronađene 143 masovne i preko 1.200 pojedinačnih grobnica, a na području Ličko-senjske županije do sada je pronađeno 6 masovnih grobnica.